# Esdoornvlekkenzwam
De esdoornvlekkenzwam (Rhytisma acerinum) of inktvlekkenzwam is een schimmel die zwarte vlekken veroorzaakt op het esdoornblad

## Levenscyclus
In de vlekken komen in het begin stromata, vlechtwerken van schimmeldraden, voor. Gedurende de zomer worden er vruchtlichamen (apothecia) gevormd, die op het afgevallen blad overwinteren. In het daaropvolgende voorjaar komen de ascosporen vrij. De kleverige ascosporen worden door de wind verspreid en infecteren gezonde bladeren. Ze kiemen op het blad en gaan door de huidmondjes het blad binnen. Er ontstaan geelachtige vlekken, die later door de vorming van apotheciën zwart verkleuren.

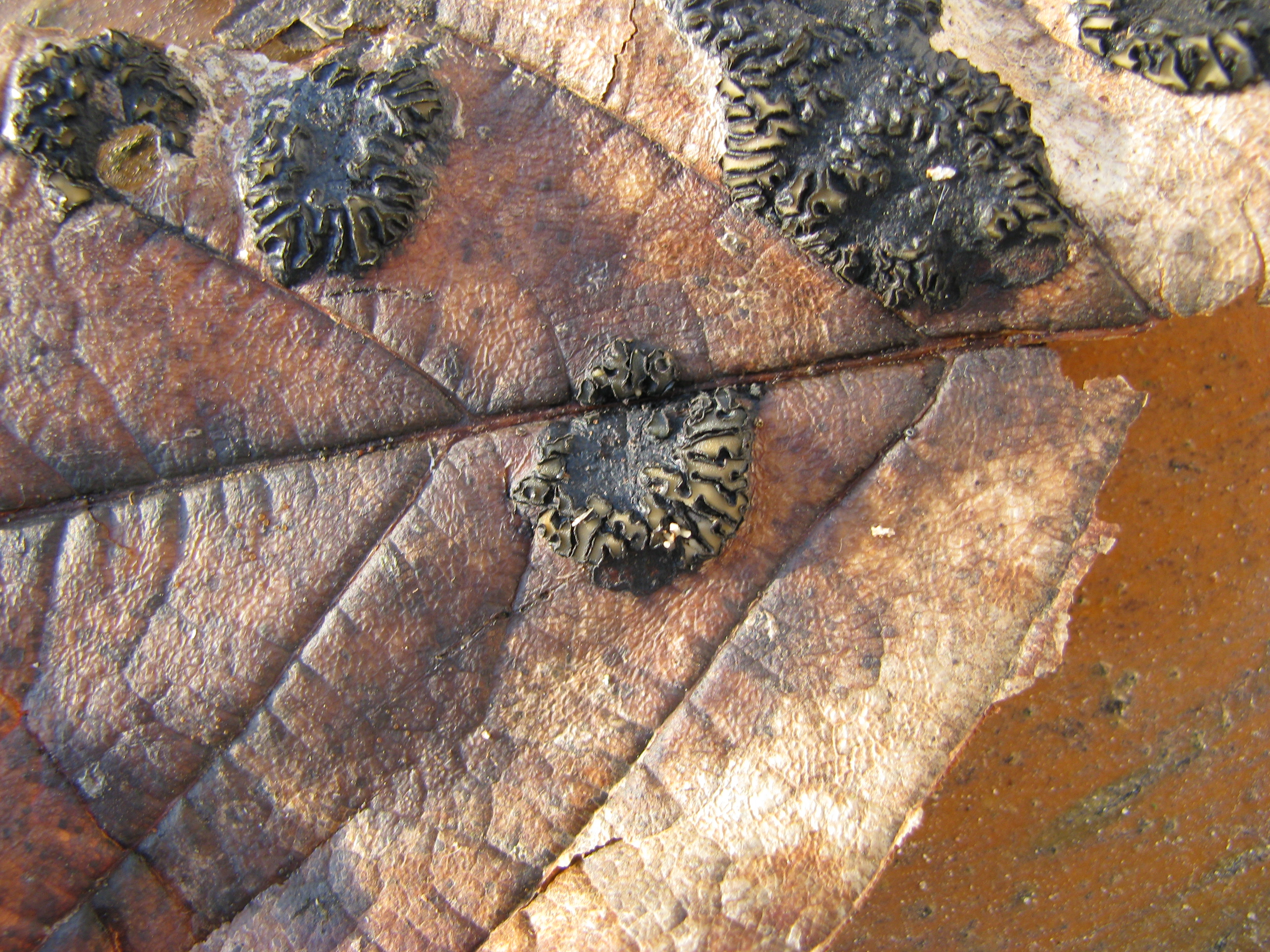
Rijpe apothecia in het voorjaar op afgevallen blad van het jaar daarvoor.

## Waardplanten
Deze ziekte komt meestal voor op de soorten:
- Acer campestre (Spaanse aak)
- Acer platanoides (Noorse esdoorn)
- Acer pseudoplatanus (Gewone esdoorn)
- Acer stevenii
- Acer tataricum